# Bertula persimilis
Bertula persimilis är en fjärilsart som beskrevs av Alfred Ernest Wileman 1915. Bertula persimilis ingår i släktet Bertula och familjen nattflyn. Inga underarter finns listade i Catalogue of Life.